# Ricard Aragó i Turón
Ricard Aragó i Turón, conegut amb el pseudònim d'Ivon l'Escop, (Santa Coloma de Farners, 1883 - Barcelona, 1963) fou un eclesiàstic i escriptor català.
Fundà la Lliga del Bon Mot, per tal de lluitar contra la blasfèmia, la qual comptà amb oficines i direcció general a Barcelona, un doble Comitè Central de senyores i cavallers i un cos de delegats residents en les principals poblacions. Desenvolupà llurs campanyes en diaris, edità fullets, cartells, fulles, volants; oferí premis, entregà diplomes honorífics: donà conferències en les escoles, patronats, fabriques i ateneus, promogué actes de propaganda, de cultura, religiosos i patriòtics; celebrà reunions, mítings, aplecs, etcètera, i contà com a base econòmica, pel seu sosteniment, amb nombrosos donatius de particulars, alguns llegats i quotes voluntàries de socis protectors.
Celebrà mítings a Barcelona, Tarragona i Girona i en més de 50 poblacions de fora dels Països Catalans com ara Madrid, Valladolid, Múrcia o Pamplona.